# Pavle Jurišić Šturm
Pavle Jurišić Šturm (właściwie Paul Sturm, ur. 22 sierpnia 1848 w Görlitz, zm. 14 stycznia 1922 w Belgradzie) – serbski generał pochodzenia łużyckiego.

## Życiorys
W szeregach armii pruskiej walczył przeciwko Francji w wojnie 1870–1871. Do wojska serbskiego wstąpił jako ochotnik po wybuchu wojny serbsko-tureckiej (1876–1878 r.). W czasie I wojny bałkańskiej (1912 r.) dowodził Drińską Dywizją. W wyniku odniesionego zwycięstwa nad wojskami tureckimi w bitwie pod Kumanowem został awansowany na generała. Podczas II wojny bałkańskiej dowodził Dunajską Dywizją. W 1914 r. objął dowództwo nad 3 Armią. Na jej czele powstrzymywał ataki austro-węgierskie na Drinie, pozwalając armii serbskiej na skoncentrowanie sił. Ze swoimi oddziałami walczył w bitwie na górze Cer (pierwsze zwycięstwo Ententy w I wojnie światowej) oraz bitwie nad Kolubarą (w jej wyniku wojska austro-węgierskie wycofały się z Serbii). W 1915 r. nastąpiła wspólna ofensywa Austro-Węgier, Niemiec i Bułgarii na Serbię, która doprowadziła do jej załamania. Armia serbska wycofała się z kraju i przy pomocy sojuszników została przewieziona na grecką wyspę Korfu. Po reorganizacji wojsko serbskie zostało przerzucone do Grecji, gdzie obsadziło część nowo powstałego frontu. W 1916 r. 3 Armia została rozwiązana, a jej oddziały posłużyły do uzupełnienia strat armii 1 i 2.
W latach 1908–1917 piastował stanowisko I Adiutanta Króla.